# RhB ABe 4/16 3111–3172
Die ABe 4/16 sind vierteilige elektrische Triebzüge, die von Stadler Rail gefertigt und bei der Rhätischen Bahn (RhB) seit 2020 fahrplanmässig eingesetzt werden. Die RhB benennt die Züge nach dem Bündner Wappentier Steinbock als Capricorn. Der Name wurde in einem Wettbewerb ermittelt.

## Angebotskonzept «Retica 30»
| \| \| \| St. Moritz \| \| \| \| \| Scuol-Tarasp \| \| \| \| \| Vereinatunnel \| \| \| \| \| Davos Platz \| \| \| \| \| \| \| \| \| \| Klosters Platz \| \| \| \| \| \| \| \| \| \| Landquart \| \| \| Anzahl Verbindungen pro Stunde \| \| \| \| |  |                |                |
| Strecke von links · Strecke quer · Kopfbahnhof Streckenende und quer |  | St. Moritz     | St. Moritz     |
| Kopfbahnhof Streckenanfang und quer · Strecke von rechts · Strecke |  | Scuol-Tarasp   | Scuol-Tarasp   |
| Tunnel · Tunnel |  | Vereinatunnel  | Vereinatunnel  |
| Abzweig geradeaus und von links · Kreuzung · Strecke quer · Kopfbahnhof Streckenende und quer |  | Davos Platz    | Davos Platz    |
| Strecke · Abzweig geradeaus und von links · Strecke quer · Kopfbahnhof Streckenende und quer |  |                |                |
| Bahnhof · Bahnhof |  | Klosters Platz | Klosters Platz |
| Strecke · Strecke |  |                |                |
| Kopfbahnhof Streckenende · Kopfbahnhof Streckenende |  | Landquart      | Landquart      |
| Anzahl Verbindungen pro Stunde |  |                |                |

Die ABe 4/16 werden im seit 2019 bestehenden Konzept «Retica 30» im Halbstundentakt zwischen Landquart und Davos Platz eingesetzt. Seit Fahrplanjahr 2023 verkehrt der RegioExpress (RE) Landquart–St. Moritz jede Stunde gemeinsam mit dem RE Landquart–Davos bis nach Klosters und wird dort geflügelt, also in zwei Teilzüge aufgetrennt bzw. wieder zusammengeführt.
Seit Ende 2022 verkehrt auch der eine halbe Stunde später fahrende RE Landquart–Davos zusammen mit einem RE Landquart–Klosters–Scuol-Tarasp als Flügelzug.

## Fahrzeugbedarf
Für die vollständige Umsetzung des Angebotskonzepts «Retica 30» ist dank optimiertem Einsatz nur ein Umlauf mehr notwendig als bisher. Es sind jedoch Triebzüge notwendig, die den heutigen Ansprüchen genügen und sich schnell zu Mehrfachtraktionen kombinieren lassen. Bei der Inbetriebnahme der Capricorn-Triebzüge verkehrte ein Grossteil der RhB-Züge mit veralteten technischen Standards. Dazu gehören der Mittelpuffer mit zwei Schraubenkupplungen, die schwere Vakuumbremse und die Heizleitung mit nur 320 Volt Spannung, die für lange, klimatisierte Züge einen Heizwagen erfordert.
Mit der Beschaffung von festen Triebzugeinheiten verzichtet die RhB zwar auf das Kuppeln von Güterwagen, spart aber das Gewicht und die Kosten der doppelten Bremsausrüstung (Druckluft- und Vakuumbremse) und automatische Kupplungen werden nur an den Enden der Triebzüge benötigt.

## Bestellung und Auslieferung

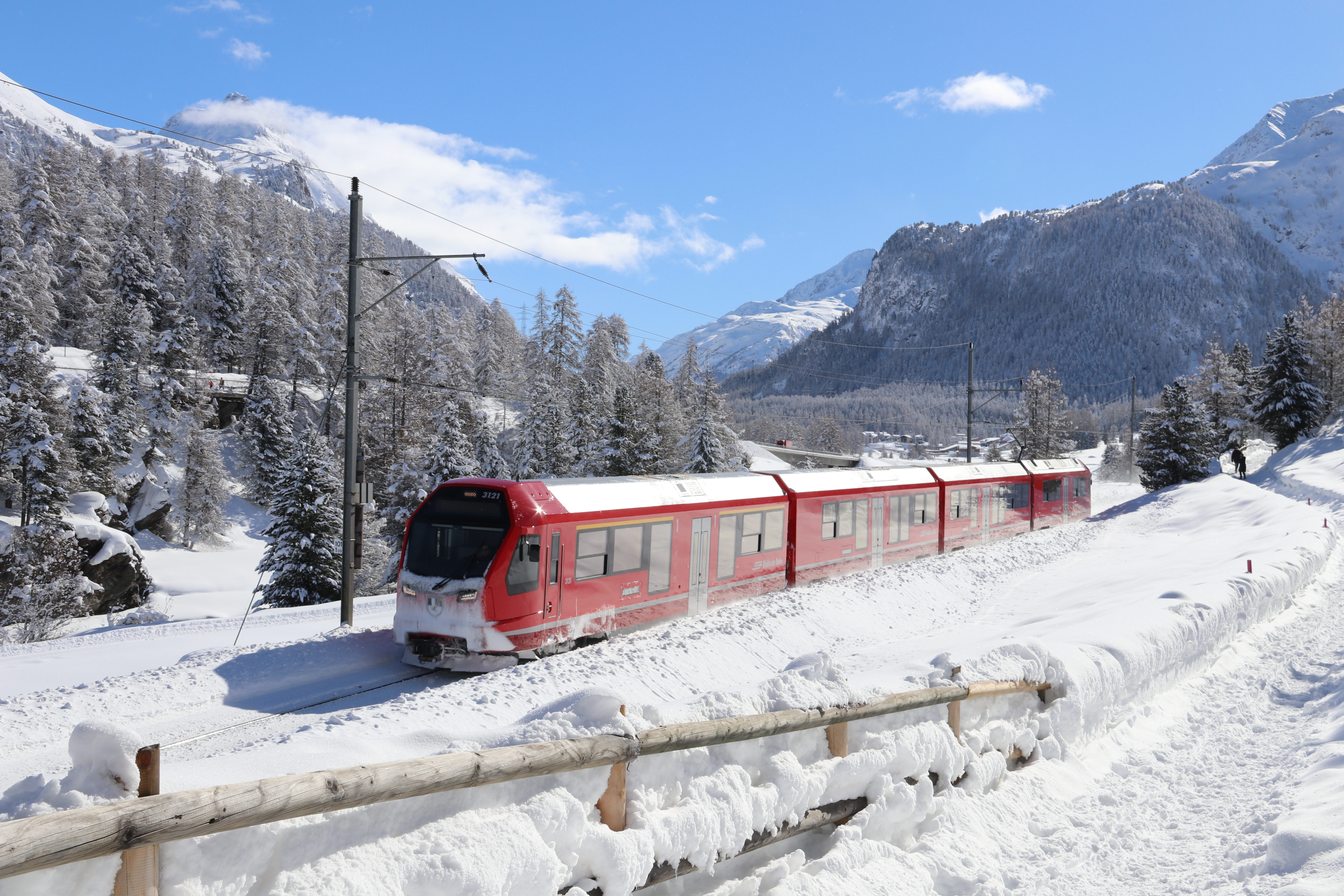
Capricorn zwischen Samedan und Pontresina bei Punt Muragl

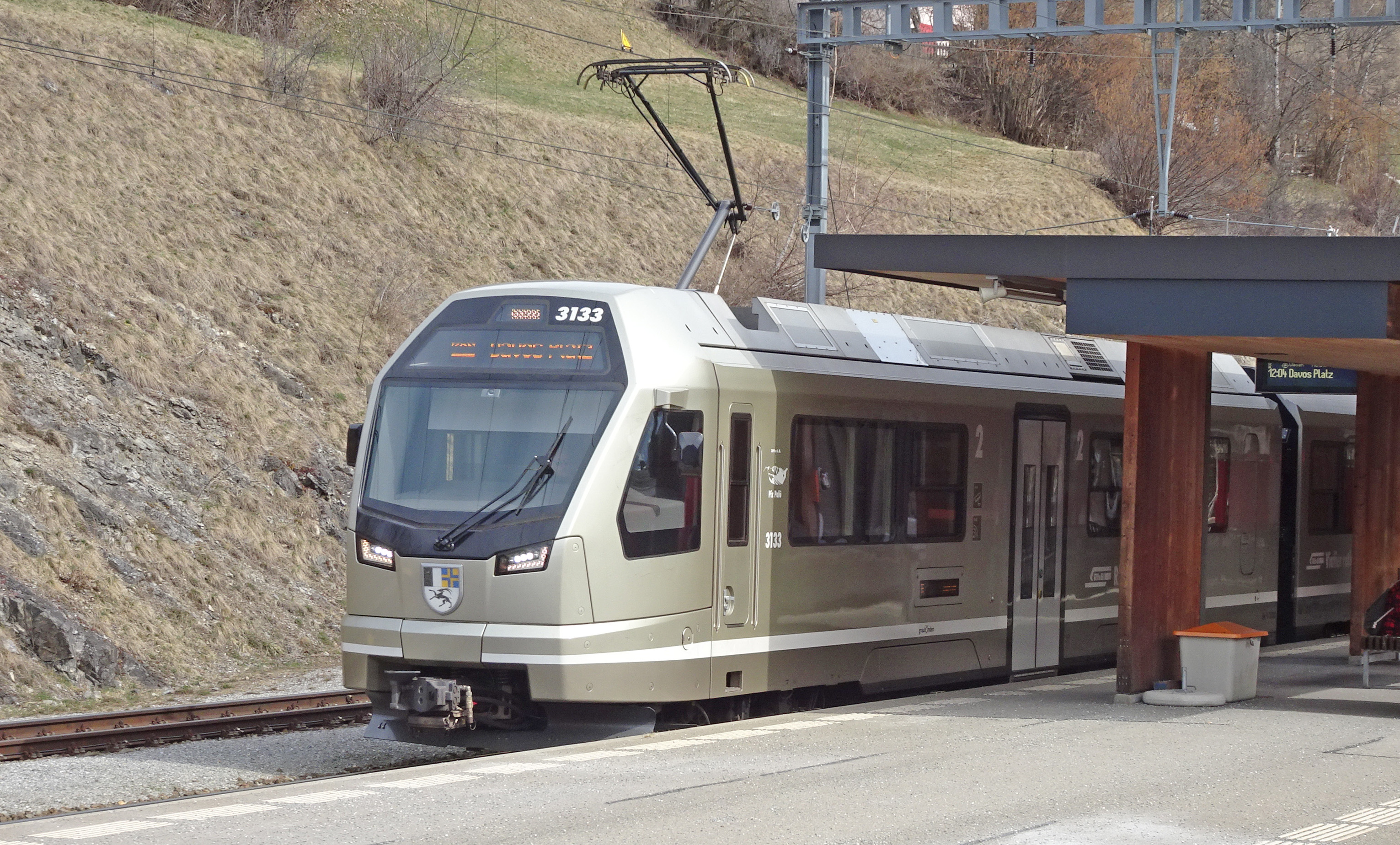
Capricorn Nr. 3133 in Champagnerfarbe am Bahnhof Filisur

Am 4. April 2015 lancierte die RhB die Ausschreibung von 27 «Retica-30-Flügelzügen» (RTZ) mit einer Option von 20 zusätzlichen Einheiten. Der Name Flügelzug wurde gewählt, weil die Züge im Prättigau und Engadin verkehren sollen und in Klosters geflügelt werden.
Mit einem Wert von 361 Millionen Franken war es die grösste Rollmaterialbestellung in der Geschichte der RhB. Sechs Monate nach der ersten Bestellung gab die RhB den Bau weiterer 9 Capricorn-Triebzüge in Auftrag. Mit der Verabschiedung der neuen «Strategie 2030» gab der Kanton Graubünden der RhB grünes Licht für die Beschaffung von zusätzlichen 20 Triebzügen, womit die Anzahl auf 56 Einheiten ansteigt. Der Kanton möchte zumindest saisonal Orte wie Arosa, Disentis/Mustér oder Scuol-Tarasp im Halbstundentakt erschliessen.
Der Roll-out fand am 15. April 2019 im Stadler-Werk Altenrhein statt. Die erste Einheit wurde am 27. Juni 2019 in Landquart abgeliefert und anschliessend verschiedenen Tests unterzogen. Am 17. Juni 2020 wurde der Triebzug 3111 als Erster in den fahrplanmässigen Betrieb genommen. Am 9. Oktober 2020 wurde er in Filisur auf den Namen Piz Ela getauft. Am 25. November 2021 wurde der Triebzug 3133 in Landquart angeliefert, der den 500. Wagenkasten von Stadler aus Altenrhein für die RhB beinhaltete. Aus diesem Grund wurde der Zug einer speziellen Lackierung Champagner gestaltet. Zudem wurde er auf den Namen Piz Palü getauft.
Für 66 Millionen Franken bestellt die Rhätische Bahn weitere sechs Flügeltriebzüge bei Stadler. Damit steigt das Bestellvolumen für diese Züge namens Capricorn (Steinbock) beim Ostschweizer Bahnhersteller auf 62 Fahrzeuge.
Am 6. Juni 2024 wurde der ABe 4/16 3166 als vorläufig letzter Zug der ersten Serie in Landquart angeliefert. Die restlichen sechs nachbestellten Triebzüge folgen ab Ende 2025.

## Aufbau
Der vierteilige Triebzug besteht aus einem Triebwagen, in dem die Antriebsausrüstung konzentriert ist, zwei Mittelwagen sowie einem Steuerwagen. Der Zug verfügt über 35 Sitzplätze in der ersten und 129 in der zweiten Klasse.

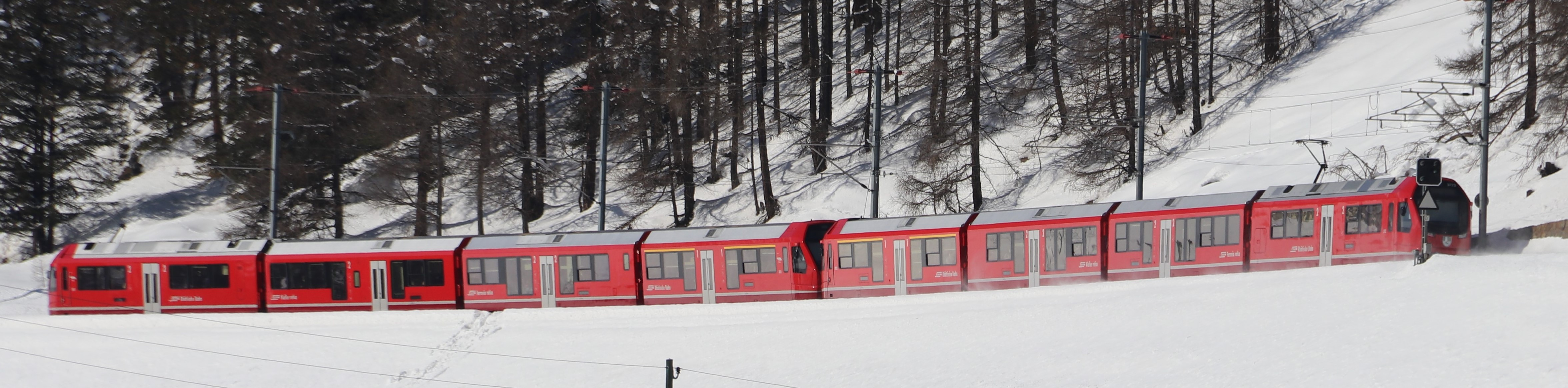
RegioExpress Landquart–St. Moritz mit zwei Capricorns, bei La Punt Chamues-ch

Die Einheiten verfügen an den Führerstandsenden über automatische Kupplungen des Typs Schwab und ermöglichen so ein schnelles An- und Abkuppeln von zusätzlichen Triebzügen. Bei grosser Nachfrage können bis zu vier Einheiten gekuppelt und gemeinsam gesteuert werden, was einen 300 Meter langen Zug mit einer Kapazität von 688 Sitzplätzen ergibt. Im Spitzenverkehr wird die RhB im Verkehr nach Davos weiterhin separate, lokomotivbespannte Züge führen müssen. Eine Neuheit ist die über den ganzen Zug wirkende Branderkennungs- und -bekämpfungsanlage.

### Triebwagen
Der Triebwagen enthält gegenüber den ABe 4/16 3101–3105 (Allegra) nur Plätze der zweiten Klasse. Im Abteil hinter dem Führerstand gibt es wiederum eine Glasscheibe, durch welche in den Führerstand gesehen werden kann. Der Triebwagen ist das einzige Fahrzeug, welches nicht niederflurig ist.

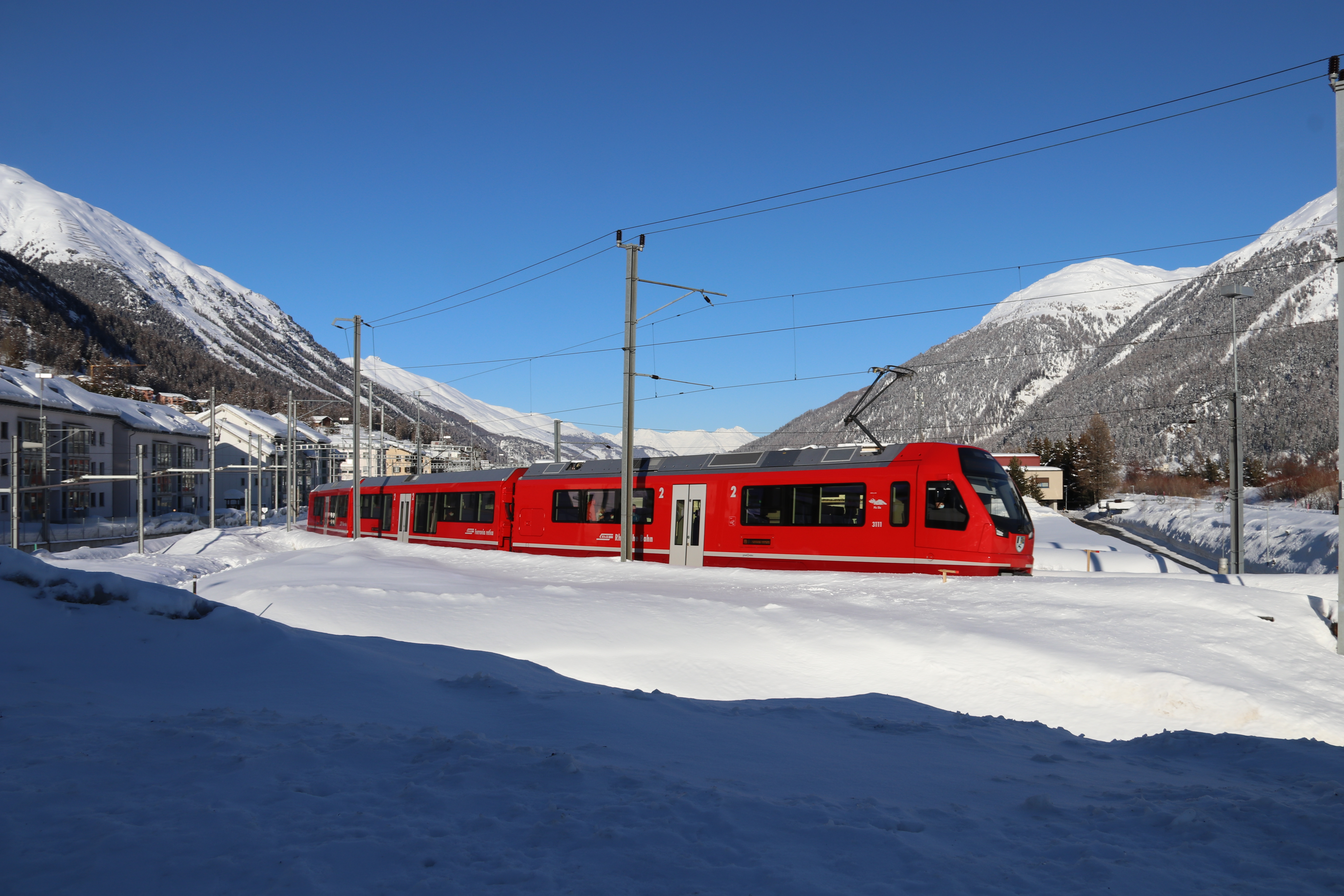
Regio Scuol–Pontresina bei der Ausfahrt in Samedan

Die Traktionsausrüstung besteht aus einem Gruppenantrieb pro Drehgestell. Wegen der häufigen Mehrfachtraktion wurde aus Kostengründen auf eine vollständige Redundanz verzichtet. Um Energie zu sparen, wurden die Triebwagen mit luft- statt ölgekühlten Transformatoren ausgestattet. Die Capricon-Züge verfügen über eine Druckluftbremse und wie alle modernen Triebfahrzeuge mit Drehstromantriebstechnik über eine Rekuperationsbremse. Zum Überbrücken eines Netzspannungsausfalls steht eine Widerstandsbremse zur Verfügung. Der Triebwagen hat eine Achslast von 10,8 und ein Leergewicht von 42 Tonnen. Das geringe Fahrzeuggewicht trägt dazu bei, das verhältnismässig leichte Meterspurgleis zu schonen.

### Mittel- und Steuerwagen
Die beiden Mittelwagen sind ebenfalls reine Zweitklasswagen. In ihnen befindet sich ein Multifunktionsabteil sowie in einem ein behindertengerechtes WC und im anderen eine nicht behindertengerechte Toilette. Die Achslast der Mittelwagen beträgt 5,5 bis 6,1 Tonnen.
Der Steuerwagen ist ein reiner Erstklasswagen. Auch hier haben die Reisenden die Möglichkeit, durch die Scheibe dem Lokführer über die Schulter zu schauen. In den Führerständen sind Kameras mit Blick auf die Strecke installiert, deren Bilder in den Fahrgastbereich übertragen werden. Das dem Zug zugewandte Drehgestell hat eine Achslast von 5,6 Tonnen. Um die Entgleisungsgefahr beim Niedergang von Lawinen oder Muren zu reduzieren, hat das Drehgestell an der Spitze einen grösseren Achsstand von 2,0 statt 1,8 Metern und eine Achslast von 7,5 Tonnen. Dies wurde durch eine geeignete Platzierung schwerer Apparate erreicht.

## Einsatz

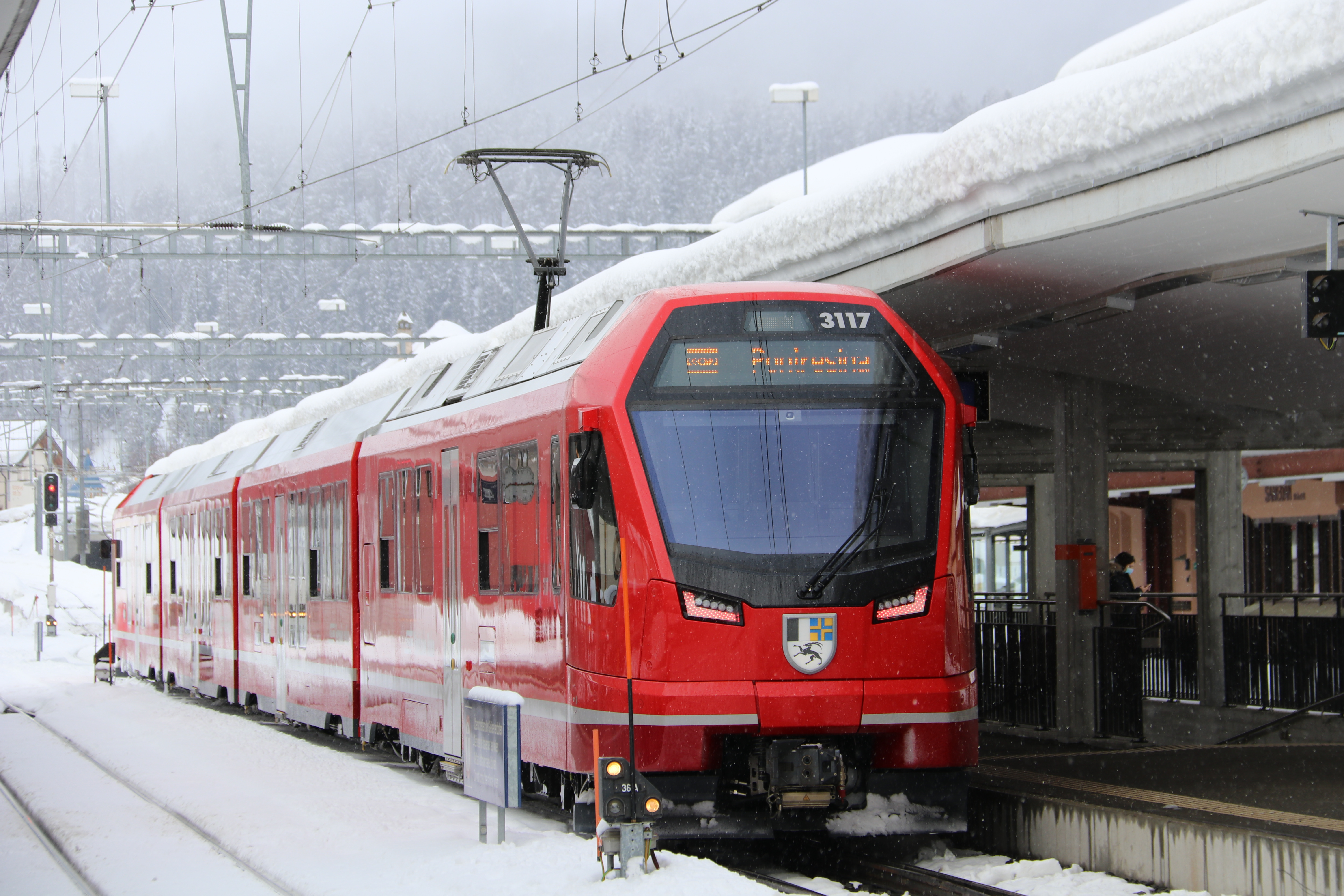
Triebzug 3117 in Samedan

Das Haupteinsatzgebiet sind nebst den oben erwähnten Linien im Prättigau und Engadin die Strecken Davos–Filisur und Chur–Ilanz–Disentis. Von Chur bis Ilanz verkehren die Züge in Doppeltraktion. Dort wird eine Einheit abgetrennt und übernimmt eine Leistung Ilanz–Chur und zurück, so dass sich auf diesem Abschnitt ein Halbstundentakt ergibt. Auch ein Einsatz auf der S-Bahn Chur ist vorgesehen. Entgegen den ursprünglichen Planungen wird auf den Einsatz auf der Strecke Pontresina–Scuol verzichtet.
Grundsätzlich können die Triebzüge auf dem ganzen Stammnetz eingesetzt werden. Die maximale Regelgeschwindigkeit liegt bei 120 km/h. Auf der Strecke Chur–Arosa wurden mehrfach Testfahrten durchgeführt, jedoch sollen die Triebzüge im planmässigen Verkehr nicht auf dieser Linie verkehren.
Nach der Auslieferung der ersten 36 Triebzüge rangiert die RhB rund 100 ältere Reisezugwagen aus. Die Ge 4/4 I und Ge 6/6 II werden nicht mehr benötigt; der Bestand an Ge 4/4 II kann verringert werden.
Am 31. Oktober 2022 begann der Flügelzug-Probebetrieb mit einem Zugpaar Landquart – Klosters Platz – St. Moritz/Davos Platz in beide Richtungen.

## Aktuelle Bestands-Liste (Juni 2024)
| Betriebsnummer | Taufname         | Werbung      | Inbetriebnahme     | Status     |
| -------------- | ---------------- | ------------ | ------------------ | ---------- |
| 3111           | Piz Ela          |              | 27. Juni 2019      | in Betrieb |
| 3112           | Schesaplana      |              | 27. August 2019    | in Betrieb |
| 3113           | Calanda          |              | 5. Dezember 2019   | in Betrieb |
| 3114           | Vilan            |              | 5. März 2020       | in Betrieb |
| 3115           | Montalin         |              | 25. März 2020      | in Betrieb |
| 3116           | Piz Languard     |              | 15. April 2020     | in Betrieb |
| 3117           | Piz Bernina      |              | 1. Juli 2020       | in Betrieb |
| 3118           | Piz d’Err        |              | 13. August 2020    | in Betrieb |
| 3119           | Rheinwaldhorn    |              | 10. September 2020 | in Betrieb |
| 3120           | Piz Buin         |              | 8. Oktober 2020    | in Betrieb |
| 3121           | Piz Terri        |              | 5. November 2020   | in Betrieb |
| 3122           | Piz Tambo        |              | 3. Dezember 2020   | in Betrieb |
| 3123           | Piz Sesvenna     |              | 25. Januar 2021    | in Betrieb |
| 3124           | Piz Platta       |              | 12. Februar 2021   | in Betrieb |
| 3125           | Piz Medel        |              | 11. März 2021      | in Betrieb |
| 3126           | Parpaner Rothorn |              | 7. April 2021      | in Betrieb |
| 3127           | Ringelspitz      |              | 6. Mai 2021        | in Betrieb |
| 3128           | Piz d’Esan       |              | 17. Juni 2021      | in Betrieb |
| 3129           | Sassalbo         |              | 15. Juli 2021      | in Betrieb |
| 3130           | Piz Badus        |              | 5. August 2021     | in Betrieb |
| 3131           | Piz Badile       |              | 26. August 2021    | in Betrieb |
| 3132           | Piz Daint        |              | 29. September 2021 | in Betrieb |
| 3133           | Piz Palü         | «Champagner» | 25. November 2021  | in Betrieb |
| 3134           | Brigelser Hörner |              | 21. Oktober 2021   | in Betrieb |
| 3135           | Weisshorn        |              | 9. Dezember 2021   | in Betrieb |
| 3136           |                  |              | 13. Januar 2022    | in Betrieb |
| 3137           |                  |              | 10. Februar 2022   | in Betrieb |
| 3138           | Muttler          |              | 10. März 2022      | in Betrieb |
| 3139           | Schwarzhorn      |              | 7. April 2022      | in Betrieb |
| 3140           | Piz Fess         |              | 5. Mai 2022        | in Betrieb |
| 3141           | Piz Uccello      |              | 17. Juni 2022      | in Betrieb |
| 3142           | Hoch Ducan       |              | 30. Juni 2022      | in Betrieb |
| 3143           |                  |              | 28. Juli 2022      | in Betrieb |
| 3144           | Piz Duan         |              | 25. August 2022    | in Betrieb |
| 3145           | Piz Cambrena     |              | 22. September 2022 | in Betrieb |
| 3146           | Piz Forbesch     |              | 20. Oktober 2022   | in Betrieb |
| 3147           | Zervreilahorn    |              | 17. November 2022  | in Betrieb |
| 3148           |                  |              | 15. Dezember 2022  | in Betrieb |
| 3149           |                  |              | 23. Februar 2023   | in Betrieb |
| 3150           |                  |              | 24. März 2023      | in Betrieb |
| 3151           |                  |              | 13. April 2023     | in Betrieb |
| 3152           |                  |              | 4. Mai 2023        | in Betrieb |
| 3153           |                  |              | 1. Juni 2023       | in Betrieb |
| 3154           |                  |              | 22. Juni 2023      | in Betrieb |
| 3155           |                  |              | 23. Juli 2023      | in Betrieb |
| 3156           |                  |              | 17. August 2023    | in Betrieb |
| 3157           |                  |              | 7. September 2023  | in Betrieb |
| 3158           |                  |              | 28. September 2023 | in Betrieb |
| 3159           |                  |              | 20. Oktober 2023   | in Betrieb |
| 3160           |                  |              | 9. November 2023   | in Betrieb |
| 3161           |                  |              | 8. Dezember 2023   | in Betrieb |
| 3162           |                  |              | 18. Januar 2024    | in Betrieb |
| 3163           |                  |              | 15. Februar 2024   | in Betrieb |
| 3164           |                  |              | 14. März 2024      | in Betrieb |
| 3165           |                  |              | 25. April 2024     | in Betrieb |
| 3166           |                  |              | 6. Juni 2024       | in Betrieb |
| 3167           |                  |              |                    | Bestellt   |
| 3168           |                  |              |                    | Bestellt   |
| 3169           |                  |              |                    | Bestellt   |
| 3170           |                  |              |                    | Bestellt   |
| 3171           |                  |              |                    | Bestellt   |
| 3172           |                  |              |                    | Bestellt   |

## Rekorde

### Höchstgeschwindigkeit
In der Nacht auf den 9. Juli 2022 erreichte der Triebzug 3113 im Rahmen von Versuchsfahrten im Vereinatunnel gegen 0:01 Uhr eine Spitzengeschwindigkeit von 163,02 km/h. Die Fahrt stellte damit einen europäischen Rekord für meterspurige Triebfahrzeuge auf. Der Zug fuhr ohne grössere Vibrationen oder Schläge auf der geraden Tunnelstrecke. Die Rhätische Bahn beabsichtigt, das Fahrzeug mit einer entsprechenden Beschriftung zu versehen, die auf die Rekordfahrt hinweist.

### Länge

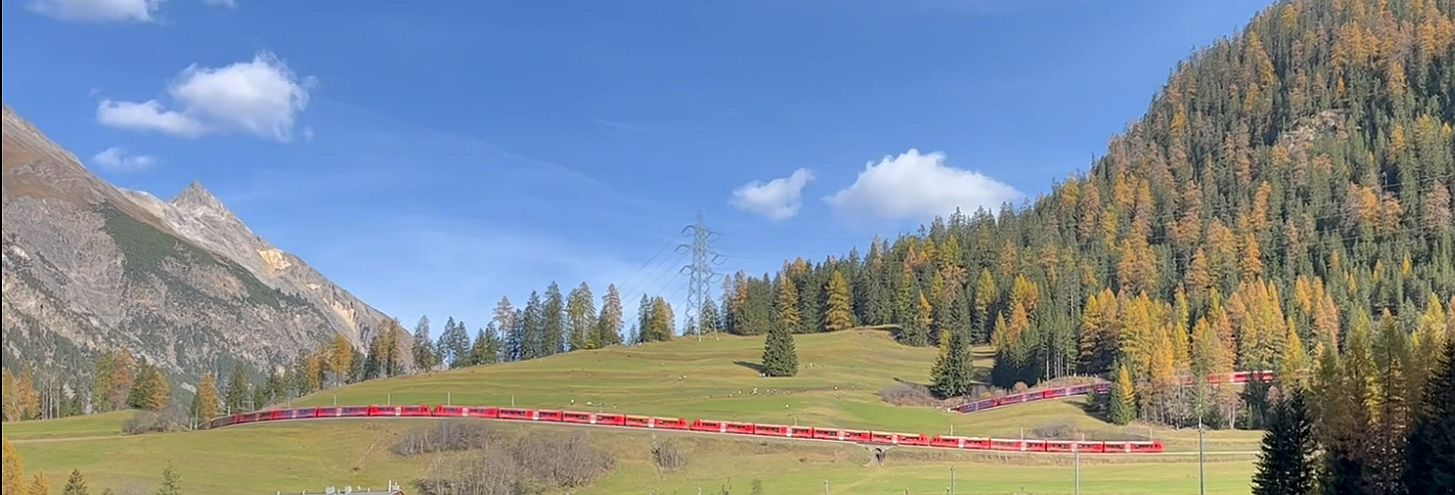
Der längste Reisezug der Welt auf der Albulabahn bei Bergün/Bravuogn

Die Rhätische Bahn führte am 29. Oktober 2022 mit 25 vierteiligen Capricorn-Triebzügen den längsten Reisezug der Welt. Er bestand aus den Triebzügen ABe 4/16 3111, 3112, 3118, 3113, 3144, 3126, 3120, 3140, 3128, 3117, 3138, 3142, 3123, 3127, 3141, 3135, 3129, 3130, 3137, 3114, 3125, 3119, 3139, 3145 und 3131. Gefahren wurde über etwa 25 km auf der Strecke vom Albulatunnel bei Preda über das Landwasserviadukt nach Alvaneu. Die Zugskomposition war 1906 Meter lang, hatte 4550 Sitzplätze und wurde von sieben Lokomotivführern gefahren, die miteinander mit Feldtelefonen des Zivilschutzes in Verbindung standen. Auf dieser Talfahrt wurden 789 Höhenmeter überwunden. Mit Rücksicht auf das grosse Gewicht von rund 2990 Tonnen verkehrte der Zug nur mit 30 bis 35 km/h. Damit wurde gewährleistet, dass beim Einsatz der Rekuperationsbremsen das Stromnetz nicht überlastet wurde. Die Fahrt sorgte über die Schweiz hinaus für ein Aufsehen.
Der Anlass stand in Zusammenhang mit den Festlichkeiten anlässlich «175 Jahre Schweizer Bahnen» und diente als Werbung für den Personenverkehr der Schmalspurbahn. Im Mai 2022 wurde eine Testfahrt mit 16 Kompositionen durchgeführt.